# Rainer Eitzinger
Rainer Eitzinger (Schwaz, 28 giugno 1983) è un ex tennista austriaco.
Raggiunge il suo best ranking in singolare il 31 luglio 2006 con la 166ª posizione; mentre nel doppio divenne, il 9 agosto 2010, il 275º del ranking ATP.
In carriera in singolare, è riuscito a conquistare due tornei challenger e cinque tornei futures. In doppio, ha ottenuto la vittoria finale in due tornei challenger.
Nel 2006 è stato convocato nella squadra austriaca di Coppa Davis nel match di primo turno di World Group contro il Messico. In questa sua unica convocazione ha sconfitto Daniel Garza con il punteggio di 6-3, 6-1.

## Statistiche

### Singolare

#### Vittorie (0)
| Legenda                   |
| Grande Slam (0)           |
| ATP World Tour Finals (0) |
| ATP Masters 1000 (0)      |
| ATP World Tour 500 (0)    |
| ATP World Tour 250 (0)    |
| Challengers (2)           |
| Futures (5)               |

| Numero | Data             | Torneo                                           | Superficie  | Avversario in finale | Punteggio        |
| 1.     | 16 maggio 2004   | Romania F2 2004, Bacău                           | Terra rossa | Victor Crivoi        | 2-6, 6-4, 7–6(1) |
| 2.     | 5 settembre 2004 | Slovak Rep. F1 2004, Žilina                      | Terra rossa | Christian Magg       | 6-3, 6-1         |
| 3.     | 29 maggio 2005   | Poland F2 2005, Kędzierzyn-Koźle                 | Terra rossa | Maciej Dilaj         | 6-3, 6-1         |
| 1.     | 16 aprile 2006   | San Luis Potosí Challenger 2006, San Luis Potosí | Terra rossa | Paolo Lorenzi        | 6-4, 6(5)–7, 7-5 |
| 4.     | 20 ottobre 2007  | India F9 2007, Bellary                           | Cemento     | Ivan Cerović         | 6-3, 3-6, 6-2    |
| 2.     | 22 agosto 2009   | Karshi Challenger 2009, Karshi                   | Cemento     | Ivan Serheev         | 6-3, 1-6, 7–6(3) |
| 5.     | 12 dicembre 2010 | Mexico F12 2010, Guerrero                        | Terra rossa | Ivan Endara          | 6-2, 6-3         |

### Doppio

#### Vittorie (0)
| Legenda doppio            |
| Grande Slam (0)           |
| ATP World Tour Finals (0) |
| ATP Masters 1000 (0)      |
| ATP World Tour 500 (0)    |
| ATP World Tour 250 (0)    |
| Challengers (2)           |
| Futures (0)               |

| Numero | Data              | Torneo                                 | Superficie  | Compagno       | Avversari in finale          | Punteggio     |
| 1.     | 25 settembre 2005 | Banja Luka Challenger 2005, Banja Luka | Terra rossa | Flavio Cipolla | Jeroen Masson Stefan Wauters | 4-6, 6-3, 6-3 |
| 2.     | 20 settembre 2009 | Banja Luka Challenger 2009, Banja Luka | Terra rossa | Dustin Brown   | Ismar Gorcic Simone Vagnozzi | 6-4, 6-3      |